# 58 Hydrae
58 Hydrae (E Hydrae) é uma estrela na direção da Hydra. Possui uma ascensão reta de 14h 50m 17.47s e uma declinação de −27° 57′ 36.8″. Sua magnitude aparente é igual a 4.42. Considerando sua distância de 305 anos-luz em relação à Terra, sua magnitude absoluta é igual a −0.44. Pertence à classe espectral K3III.